# هيلج أون
هيلج أون (بالنرويجية البوكمول: Helge Aune)‏ هو لاعب كرة قدم ومدرب كرة قدم نرويجي، ولد في 6 سبتمبر 1973. شارك مع منتخب النرويج تحت 21 سنة لكرة القدم. أما مع النوادي، فقد لعب مع نادي بودو/غليمت ونادي روسنبورغ.

## وصلات خارجية
- هيلج أون على موقع اتحاد النرويج (النرويجية)
- هيلج أون على موقع قاعدة بيانات كرة القدم.إي يو (الإنجليزية)